# Antonín Bradáč
Antonín Bradáč (* 7. August 1920 in Prag; † 5. April 1991 ebenda) war ein tschechischer Fußballspieler. 

## Karriere
Bradáč spielte zunächst für Viktoria Žižkov, wechselte aber nach nur einer Saison zu Slavia Prag. Mit Slavia wurde der Stürmer 1941, 1942, 1943 sowie 1947 Landesmeister, in den Jahren 1941, 1942 und 1945 auch Pokalsieger. 
In diesen Jahren galt Bradáč, dessen Bruder Vojtěch ebenfalls bei Slavia spielte, als einer der besten Angreifer der Liga. In 196 Ligaspielen für Slavia schoss er 97 Tore. Mit 103 Erstligatoren insgesamt ist Bradáč Mitglied im Klub ligových kanonýrů.
Von 1946 bis 1948 spielte Bradáč sechs Mal für die tschechoslowakische Nationalmannschaft, ohne dabei jedoch ein Tor zu erzielen.
Seine Karriere ließ der Linksaußen in den 1950er-Jahren bei Slavoj Žižkov ausklingen, dem Nachfolgeverein seines ehemaligen Klubs Viktoria Žižkov.